# Gare de Mytholmroyd
La gare de Mytholmroyd est une gare ferroviaire du Royaume-Uni, située sur le territoire de la ville de Mytholmroyd, dans le  Yorkshire de l'Ouest en Angleterre. 
Les services à partir de Mytholmroyd sont opérés par Northern Rail.